# O Mundo É Bão, Sebastião!
O Mundo É Bão, Sebastião! é uma canção gravada pelo cantor brasileiro Nando Reis para o álbum MTV ao Vivo (2003). A canção já havia sido gravada anteriormente quando o cantor estava no Titãs para o álbum A Melhor Banda de Todos os Tempos da Última Semana (2001).
Ela é dedicada a seu filho Sebastião, que tinha seis anos na época da gravação. Seus acordes iniciais foram comparados aos acordes de "Day Tripper", dos The Beatles.
Nando a compôs num momento em que não dispunha de músicas para mostrar aos colegas dos Titãs nos ensaios do então futuro disco. Durante uma sessão de mixagem com Cássia Eller, Nando mostrou a letra a ela enquanto ela tocava o piano, pediu para ela tocar os acordes e assim nasceu a música de fato.

## Ficha técnica
Versão dos Titãs
- Nando Reis − voz e baixo
- Sérgio Britto − Fender Rhodes e vocal de apoio
- Paulo Miklos − vocal de apoio
- Tony Bellotto − guitarras de 6 e 12 cordas
- Charles Gavin − bateria e pandeiro
- Jack Endino − guitarra

Versão de Nando Reis e os Infernais
- Nando Reis − voz e violão
- Carlos Pontual − guitarra e vocal de apoio
- Felipe Cambraia − baixo e vocal de apoio
- Alex Veley − órgão Hammond
- João Vianna − bateria

## Prêmios e indicações
| Ano  | Prêmio                 | Categoria                     | Resultado | Ref   |
| ---- | ---------------------- | ----------------------------- | --------- | ----- |
| 2005 | MTV Video Music Brasil | Videoclipe de Pop             | Indicado  | [ 5 ] |
| 2005 | MTV Video Music Brasil | Direção em Videoclipe         | Indicado  | [ 5 ] |
| 2005 | MTV Video Music Brasil | Edição em Videoclipe          | Indicado  | [ 5 ] |
| 2005 | MTV Video Music Brasil | Direção de Arte em Videoclipe | Indicado  | [ 5 ] |